# Tiesj Benoot
Tiesj Benoot (Gante, 11 de março de 1994) é um ciclista profissional belga que desde 2022 corre para a equipa Team Jumbo-Visma.

## Palmarés

### Estrada
- 2013

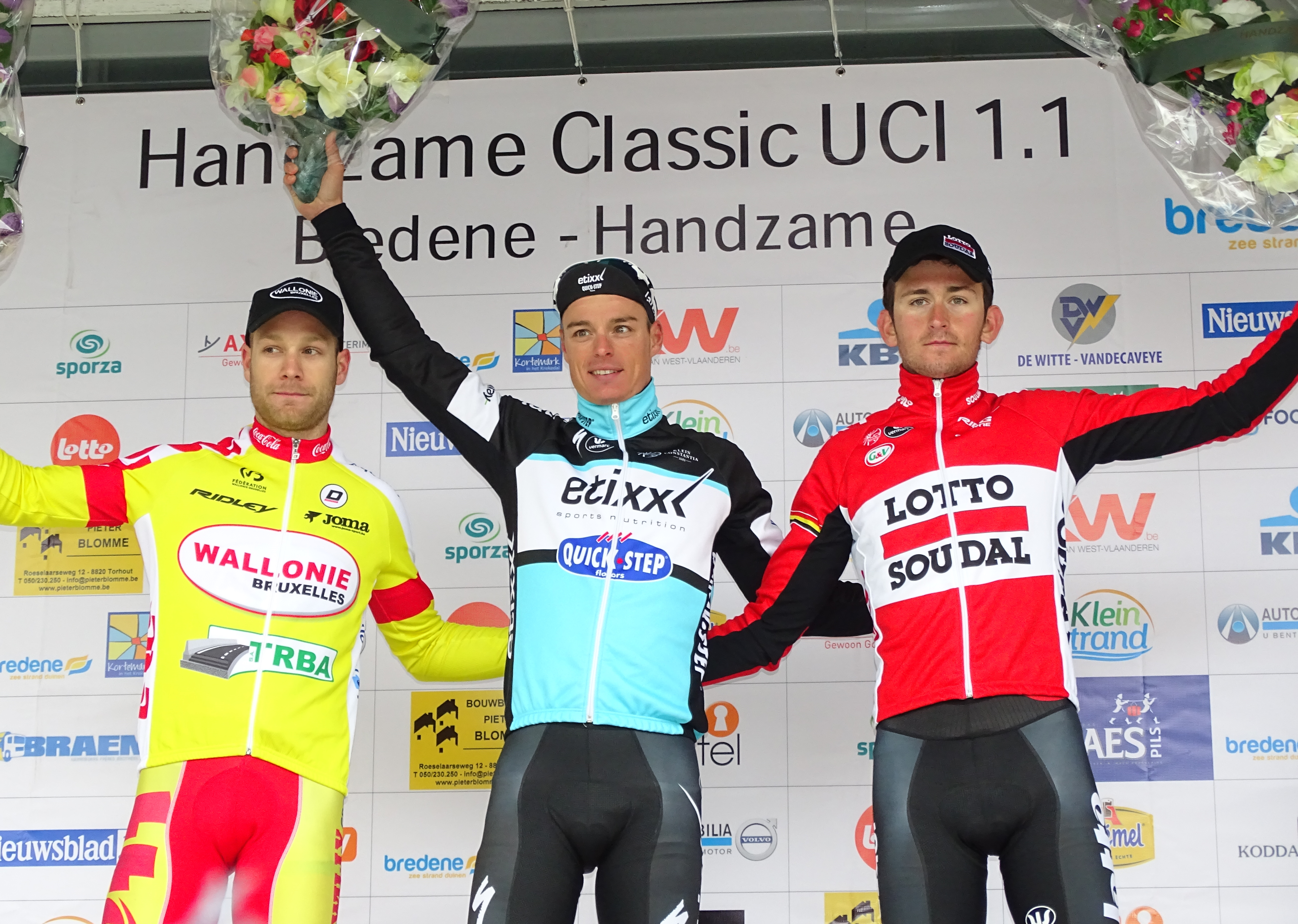
Handzame Classic de 2015 : Antoine Demoitié (2), Gianni Meersman (1) & Tiesj Benoot (3).

  - 1 etapa da Volta à Comunidade de Madri sub-23

- 2018
  - Strade Bianche[2]

- 2019
  - 1 etapa da Volta à Dinamarca

- 2020
  - 1 etapa da Paris-Nice

### Pista
- 2013
  - Campeonato da Bélgica em perseguição por equipas (com Otto Vergaerde, Aimé De Gendt e Jonas Rickaert)

## Resultados em Grandes Voltas e Campeonatos do Mundo
| Corrida            | Corrida            | 2015 | 2016 | 2017 | 2018 | 2019 | 2020 | 2021 | 2022 |
| ------------------ | ------------------ | ---- | ---- | ---- | ---- | ---- | ---- | ---- | ---- |
|                    | Giro d'Italia      | —    | —    | —    | —    | —    | —    | —    | —    |
|                    | Tour de France     | —    | —    | 20.º | Ab.  | 59.º | 75.º | Ab.  |      |
|                    | Volta a Espanha    | —    | —    | —    | 95.º | —    | —    | —    | —    |
| Mundial em Estrada | Mundial em Estrada | 80.º | —    | 95.º | Ab.  | —    | 30.º | 31.º | —    |

—: não participa

Ab.: abandono

## Equipas
- Lotto (08.2014-2019)
  - Lotto-Belisol (2014)
  - Lotto-Soudal (2015-2019)
- Sunweb/DSM[3] (2020-2021)
  - Team Sunweb (2020)
  - Team DSM (2021)
- Team Jumbo-Visma (2022-)